# リメンバー・ミー (ディズニーの曲)
「リメンバー・ミー」（Remember Me、西:Recuérdame）は、2017年公開のピクサー・アニメーション・スタジオ製作による長編アニメーション映画『リメンバー・ミー』に登場する劇中歌。オリジナル版ではベンジャミン・ブラッド、ガエル・ガルシア・ベルナル、アンソニー・ゴンザレス、ミゲル、ナタリア・ラフォルカデなどが、日本語吹替版では橋本さとし、藤木直人、石橋陽彩、シシド・カフカなどが歌唱している。第90回アカデミー賞歌曲賞を受賞した。